# System V Interface Definition
System V Interface Definition(SVID、System Vインタフェース仕様）は、AT&TのUNIX System Vの動作を規定した標準規格である。システムコール、標準Cライブラリ、その他のプログラムやデバイスを規定している。
このような標準化文書の作成はこれが最初というわけではない（業界団体が1984年に System IIIと一部のBSDのシステムコールに基づいて標準文書を作成している）が、UNIXの派生オペレーティングシステム (OS) が次々に生まれていた時期にこのような標準を定めることは重要であった。1986年、AT&T は "System V R3" 準拠を名乗るには SVID2 の認証を受けなければならないとした。しかし、その重要性は1990年代に入ると薄れ、POSIXとSingle UNIX Specificationへと移っていった。
POSIXとSingle UNIX Specification (SUS) の一部はSVIDに基づいている。システムがSVIDに適合しているかどうかをチェックするテストプログラム集（System V Verification Suites、SVVS）がAT&Tから出ていたが、これは現在The Open GroupのUNIX認証テストの基盤のひとつとなっている。

## SVIDバージョン
- バージョン 1, 1985年発行：System V Release 2 対応[2]
- バージョン 2, 1986年発行：System V Release 3 対応[3]
- バージョン 3, 1989年発行：System V Release 4 対応
- バージョン 4, 1995年発行：XPG4とPOSIX 1003.1-1990に準拠するための更新